# Revista Espacio
Revista Espacio o Espacio, la revista del universo fue una revista de astronomía editada por el Grupo V, de periodicidad mensual y constaba sobre el centenar de páginas en color. 
Su primer número se publicó en enero de 2005 y el último ha sido el n.º 122, correspondiente a febrero de 2015. Las razones de su cierre se debe, según explicaba por carta a los suscriptores, al continuo afán por abordar nuevos proyectos editoriales que se ajusten a las expectativas de los lectores.
Aunque enfocada a la astronomía, trataba también de astronáutica en general, con secciones de noticias breves, astrofotografía, análisis de telescopios y prismáticos, zona de preguntas y respuestas, reportajes fotográficos, historía de la astronáutica, etc.

## Secciones
- «Reportaje fotográfico»: Muestra un reportaje astrofotográfico con fotografías comentadas de gran tamaño y resolución
- «Meteoros»: Noticias breves sobre astronomía
- «The Mars Society España»: Noticias sobre Marte
- «Espacio profundo»: Artículos sobre objetos fuera del Sistema Solar
- «Biografía de»: Artículos sobre objetos del Sistema Solar
- «Así funciona»: Descripción sobre el funcionamiento de algún equipo astronómico
- «»Protagonista»: Entrevista a un astrónomo famoso
- «Carrera espacial»: Artículos sobre astronáutica
- «Aula»: Dedicado a la enseñanza de astronomía y astrofísica
- «Fotografiar el cielo»: Artículos sobre astrofotografía
- «Tu espacio»: Astrofotografía enviadas por los lectores
- «Sala de pruebas»: Análisis de telescopios
- «Bricoastronomía»: Talleres astronómicos
- «Consultorio»: Respuestas a preguntas de los lectores
- «El cielo del mes»: Calendario astronómicos del próximo mes

## Redactores
- Directora: Marina Such
- Redactora jefe: Inés Sellés
- Redactores/Colaboradores: Jon Teus (análisis de telescopios), Manel Montes-NC&T (varios), Javier Casado (astronáutica), Sergio Velasco y Sandra Vázquez (aula y constelaciones), Inés Camacho (bricoastronomía)